# Isztambul hídjai
Isztambul hídjainak egy része műemlék, mint például a Büyükçekmece híd, melyet a hagyomány Szinán mesternek tulajdonít, és melyet I. Szulejmán kezdett építtetni, mikor szigetvári hadjáratára indult. Ugyancsak műemlék a Bostancı híd, mely az oszmán időkben épült, 1709-ben egy viharban összeomlott, de nem sokkal később újjáépítették; a beşiktaşi Kemerli híd, mely a Dolmabahçe palotát hivatott összekötni a Yıldız palota kertjével; vagy a 4. században épült Çobançeşme híd. Az Aranyszarv-öblön a Galata híd ível át, melynek eredetijét 1845-ben építették, a ma használatban lévő híd az ötödik Galata híd. Ázsiát Európával először a Boszporusz híd kötötte össze, ma már több híd és alagút között oszlik meg a kontinensek közötti forgalom. A hidak folyamatosan túlterheltek, állandó rajtuk a forgalmi dugó.[forrás?]

## Július 15. vértanúinak hídja (korábban: Boszporusz híd)
A Boszporusz híd, vagy Első Boszporusz-híd (törökül: Boğaziçi Köprüsü) egy acélpilonos függőhíd. Ez volt az első olyan híd, amely összeköti Európát Ázsiával. A híd a város európai, Ortaköy kerületét köti össze az ázsiai oldalon fekvő Beylerbeyi kerülettel. Hosszúsága 1510 méter, szélessége 39 méter. A tornyok közötti távolság 1074 méter. A híd 64 méterrel van a tenger felszíne fölött. Építését 1974-ben fejezték be, akkor a világ 4. leghosszabb függőhídja volt, és a leghosszabb az Amerikai Egyesült Államok területén kívül.

## Büyükçekmece híd

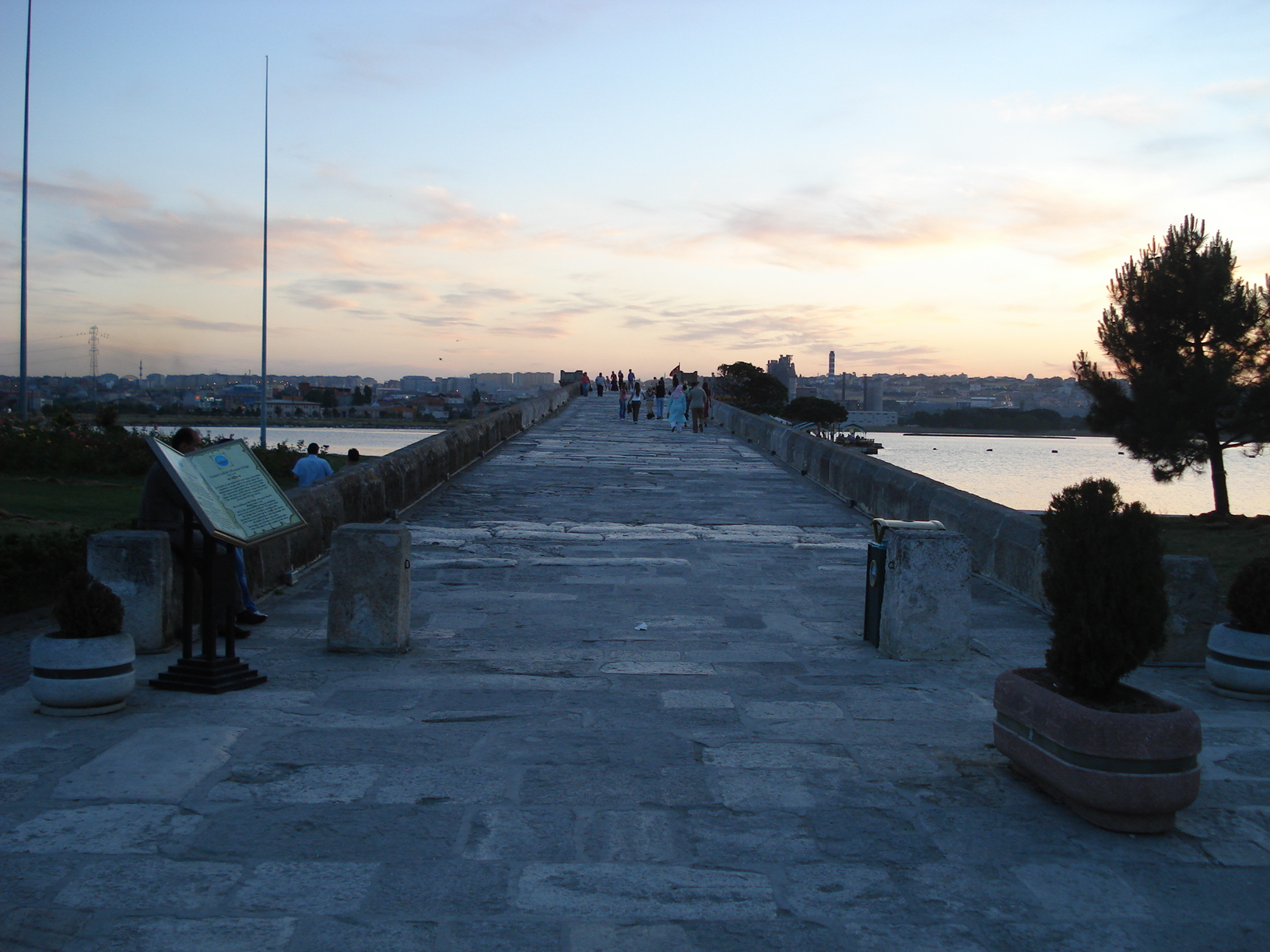
Szulejmán szultán hídja

A Büyükçekmece híd - másik nevén a Szulejmán szultán hídja (Kanuni Sultan Süleyman Köprüsü) - helyén már a bizánci időkben is híd állt, a ma látható építmény terveinek elkészítésére még I. Szulejmán szultán adott parancsot, amikor a szigetvári hadjáratára indult. A hidat II. Szelim (1566-1574) uralkodása alatt fejezték be, a hagyomány szerint Szinán a tervezője. 635 méter hosszú, 7,17 m széles, és négy hídból állították össze. Az első két része hétlyukú, a harmadik ötlyukú, a negyedik rész pedig kilenclyukú. A hídon balkonok találhatóak, melyekre feliratokat, versidézeteket véstek. Ezek a balkonok pihenőhelyként szolgáltak. A hidat az 1970-es években újították fel; mióta megépült az Isztambult Edirnével összekötő autópálya felüljárója, azóta nem használják, műemlék. A híd Isztambul Büyükçekmece kerületében található.

## Çobançeşme híd
A Çobançeşme híd Isztambul Bahçelievler kerületében található, a  Silivri-Topkapı úton, a Halkalı patak fölött. Bizánciak építették a 4. században. A 38 méter hosszú, 6 méter széles, hatlyukú híd eredeti állapotát csak találgatni lehet, az építése óta ugyanis többször felújították, ami miatt elveszítette eredeti tulajdonságait.

## Galata híd
A Galata híd köti össze az Aranyszarv-öblöt a régi városrésszel Isztambulban. A hidat az elmúlt században többször is újjáépítették, különböző okoknál fogva. Az első hidat a mai helyén 1845-ben építették, ám már jóval előbb is volt híd az Aranyszarv-öblön, és Leonardo da Vincit is felkérték egy híd tervezésére, ami végül nem épült meg. A ma használatban lévő Galata híd az ötödik híd, az elődeit vagy lecserélték, vagy összeomlottak.

## Győzedelmes Mehmed szultán híd

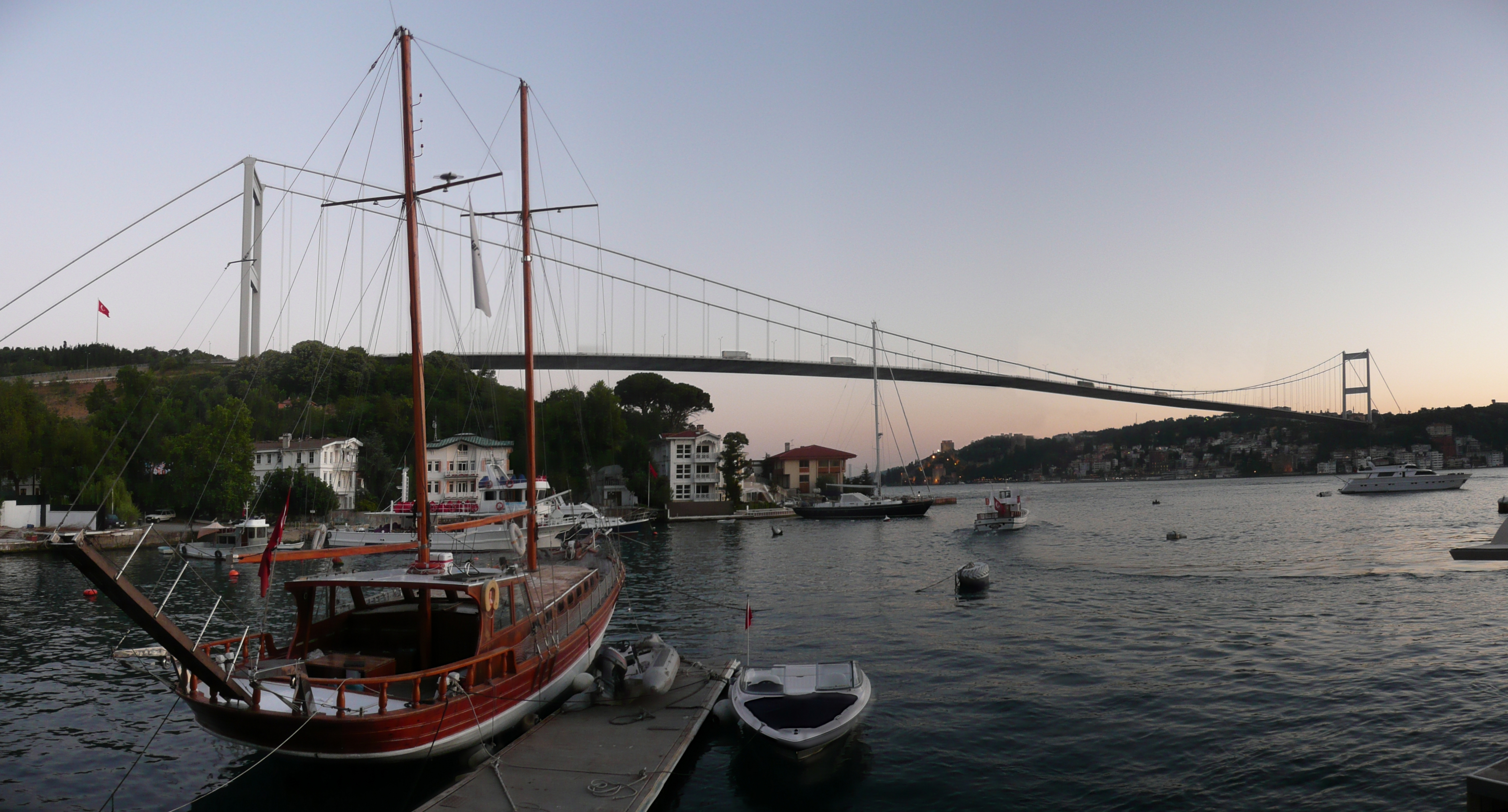
A Fatih híd

Az egyszerűen csak Fatih hídként emlegetett Fatih Mehmet Sultan Köprüsü 1988-ban épült, az angol Freeman Fox and Partners tervei alapján. A Boszporusz híd után a második híd, amelyik összeköti Európát Ázsiával. A hídon, akárcsak a Boszporusz hídon, fizetni kell az átkelésért.

## Kemerli híd
A beşiktaşi Kemerli hidat a 19. században Abdul-Aziz szultán építtette, tervezője Sergis Balyan. A Dolmabahçe palotát kötötte össze a Yıldız palotával. Ma a Beşiktaş-Dolmabahçe út halad el alatta.

## Silivri híd
Az Isztambul Silivri kerületében található, 16. században épült híd valaha az Edirnébe vezető út egyik fontos állomása volt. Tervezője, építtetője ismeretlen, bár egyes források szerint Szinánhoz köthető. A harminckét lyukú híd 348 méter hosszú.

## Unkapanı (Atatürk) híd

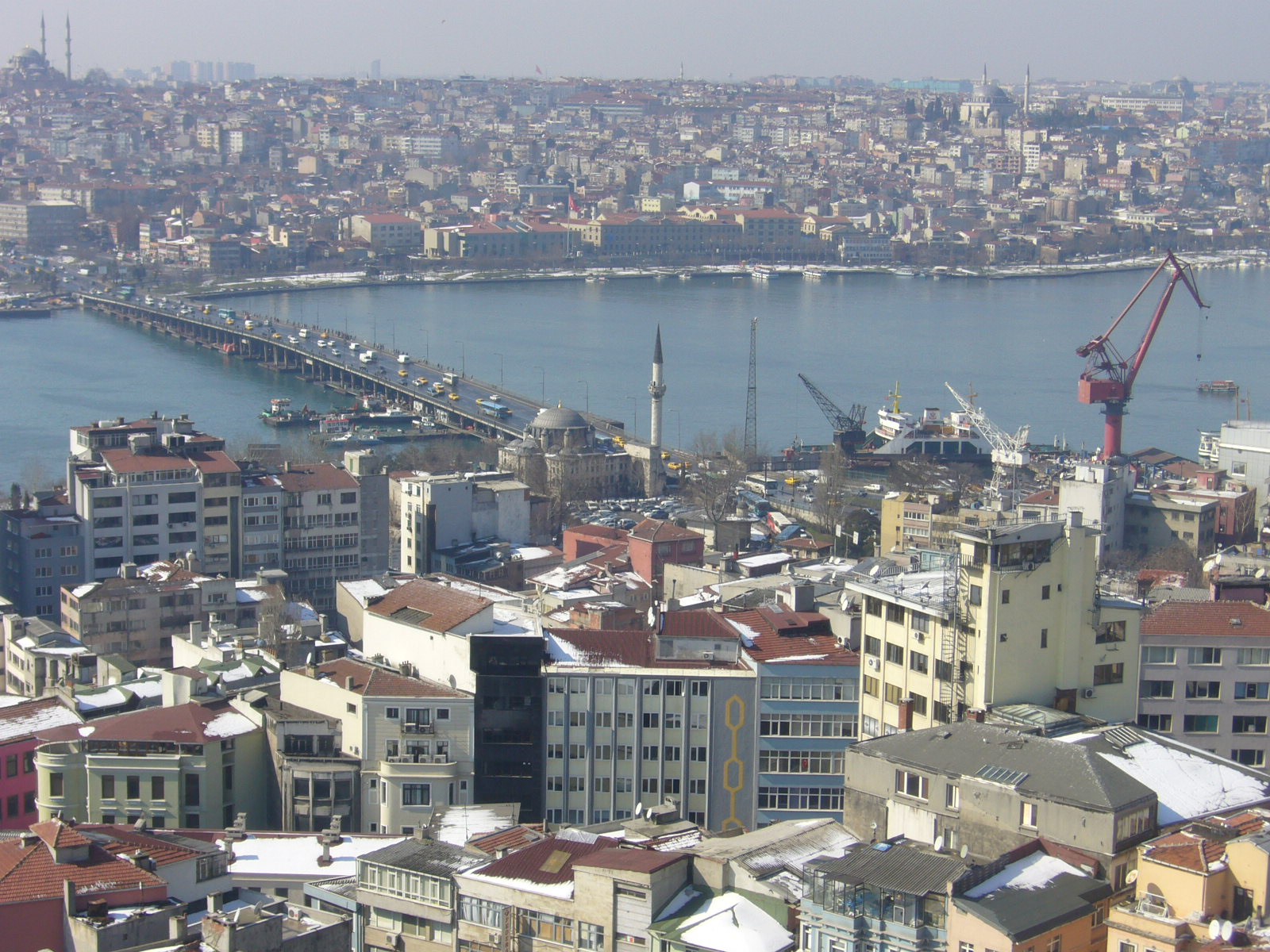
Az Atatürk híd

A Fatih kerületben található Unkapanı híd (másik nevén Atatürk híd) helyén valaha a Mahmudiye híd állt, mely összeomlott. A helyére a 19. században a francia Forges and Chantiers de la Mediterranee cég tervezett vashidat, mely az első vashíd volt Isztambul történetében. 1872-ben avatták fel. A híd 1936-ban egy vihar következtében összeomlott, az új hidat francia építész tervezte, és a köztársaság 16. évfordulóján, 1939. október 29-én adták át. A török parlament úgy döntött, hogy a hidat Gazi Mustafa Kemal Paşa hídnak keresztelik, ma Atatürk híd néven ismerik, 453 méter hosszú és 25 méter széles.

## Vitéz Szelim szultán híd
A Vitéz Szelim szultán híd Isztambul harmadik olyan, a Boszporuszt átívelő hídja, amely Európát és Ázsiát köti össze. A híd a tengerszoros két partján, Isztambul európai oldalán Sariyer és Garipçe,  az anatóliai oldalon Beykoz és Poyrazköy kerületeit kapcsolja össze a Fekete-tenger közelében. 2016-ban adták át.